# Make love, not war
Make love, not war (em português: "Faça amor, não guerra") é um slogan pacifista normalmente associado com o movimento de contracultura da década de 1960.